# Eriosyce umadeave
Eriosyce umadeave là một loài thực vật có hoa trong họ Cactaceae. Loài này được (Werderm.) Katt. mô tả khoa học đầu tiên năm 1994.